# Grand Prix Formule 1 van Duitsland 1975
De Grand Prix Formule 1 van Duitsland 1975 werd gehouden op 3 augustus 1975 op de Nürburgring.

## Uitslag
| Positie | Nummer | Rijder                | Team            | Ronden | Tijd/Opgave  | Startplaats | Punten |
| ------- | ------ | --------------------- | --------------- | ------ | ------------ | ----------- | ------ |
| 1       | 7      | Carlos Reutemann      | Brabham-Ford    | 14     | 1:41:14.1    | 10          | 9      |
| 2       | 21     | Jacques Laffite       | Williams-Ford   | 14     | + 1:37.7     | 15          | 6      |
| 3       | 12     | Niki Lauda            | Ferrari         | 14     | + 2:23.3     | 1           | 4      |
| 4       | 16     | Tom Pryce             | Shadow-Ford     | 14     | + 3:31.4     | 16          | 3      |
| 5       | 22     | Alan Jones            | Hill-Ford       | 14     | + 3:50.3     | 21          | 2      |
| 6       | 19     | Gijs van Lennep       | Ensign-Ford     | 14     | + 5:05.5     | 24          | 1      |
| 7       | 29     | Lella Lombardi        | March-Ford      | 14     | + 7:30.4     | 25          |        |
| 8       | 25     | Harald Ertl           | Hesketh-Ford    | 14     | + 7:40.9     | 23          |        |
| 9       | 4      | Patrick Depailler     | Tyrrell-Ford    | 13     | + 1 Ronde    | 4           |        |
| 10      | 27     | Mario Andretti        | Parnelli-Ford   | 12     | Geen benzine | 13          |        |
| DNF     | 24     | James Hunt            | Hesketh-Ford    | 10     | Wiel         | 9           |        |
| DNF     | 11     | Clay Regazzoni        | Ferrari         | 9      | Motor        | 5           |        |
| DNF     | 23     | Tony Brise            | Hill-Ford       | 9      | Ongeluk      | 17          |        |
| DNF     | 3      | Jody Scheckter        | Tyrrell-Ford    | 7      | Ongeluk      | 3           |        |
| DNF     | 17     | Jean-Pierre Jarier    | Shadow-Ford     | 7      | Band         | 12          |        |
| DNF     | 8      | Carlos Pace           | Brabham-Ford    | 5      | Ophanging    | 2           |        |
| DNF     | 30     | Wilson Fittipaldi Jr. | Fittipaldi-Ford | 4      | Motor        | 22          |        |
| DNF     | 10     | Hans Joachim Stuck    | March-Ford      | 3      | Motor        | 7           |        |
| DNF     | 1      | Emerson Fittipaldi    | McLaren-Ford    | 3      | Ophanging    | 8           |        |
| DNF     | 9      | Vittorio Brambilla    | March-Ford      | 3      | Ophanging    | 11          |        |
| DNF     | 6      | John Watson           | Lotus-Ford      | 2      | Ophanging    | 14          |        |
| DNF     | 5      | Ronnie Peterson       | Lotus-Ford      | 1      | Koppeling    | 18          |        |
| DNF     | 28     | Mark Donohue          | March-Ford      | 1      | Band         | 19          |        |
| DNF     | 2      | Jochen Mass           | McLaren-Ford    | 0      | Ongeluk      | 6           |        |
| DNF     | 20     | Ian Ashley            | Williams-Ford   | 0      | Ongeluk      | 20          |        |
| DNQ     | 35     | Tony Trimmer          | Maki-Ford       |        |              |             |        |

## Statistieken
| Pole-position | Niki Lauda     | Ferrari | 6:58.6 |
| Snelste ronde | Clay Regazzoni | Ferrari | 7:06.4 |

## Noot
- Dit was het debuut van de Oostenrijkse coureur Harald Ertl.
- Dit was de 25ste pole position voor een Oostenrijkse coureur.
- Eerste podiumplaats voor Jacques Laffite en de vijftigste podiumplaats voor een Franse coureur.

1931 · 1932 · 1934 · 1935 · 1936 · 1937 · 1938 · 1939 · 1951 · 1952 · 1953 · 1954 · 1956 · 1957 · 1958 · 1959 · 1961 · 1962 · 1963 · 1964 · 1965 · 1966 · 1967 · 1968 · 1969 · 1970 · 1971 · 1972 · 1973 · 1974 · 1975 · 1976 · 1977 · 1978 · 1979 · 1980 · 1981 · 1982 · 1983 · 1984 · 1985 · 1986 · 1987 · 1988 · 1989 · 1990 · 1991 · 1992 · 1993 · 1994 · 1995 · 1996 · 1997 · 1998 · 1999 · 2000 · 2001 · 2002 · 2003 · 2004 · 2005 · 2006 · 2008 · 2009 · 2010 · 2011 · 2012 · 2013 · 2014 · 2016 · 2018 · 2019